# کوئینتون فورچون
کوئینتون فورچون (به انگلیسی: Quinton Fortune) (زاده ۲۱ مه ۱۹۷۷) بازیکن بازنشسته فوتبال است که اهل آفریقای جنوبی می‌باشد.